# Bob Town
Robert Frederick « Bob » Town, né le 4 octobre 1949, à Winnipeg, dans le Manitoba, est un ancien joueur canadien de basket-ball. Il évolue durant sa carrière au poste d'ailier.